# هانيس كالتيس
هانيس كالتيس (بالألمانية: Hannes Kalteis)‏ (مواليد 8 فبراير 1982) هو سبّاح نمساوي، مثّل بلاده في الألعاب الأولمبية الصيفية 2000.

## روابط خارجية
هانيس كالتيس على موقع الاتحاد الدولي للسباحة (الإنجليزية)
- هانيس كالتيس على موقع أوليمبيديا (الإنجليزية)